# Genpets
Genpets  es una exposición artística mixta del autor Adam Brandejs quien diseñó las figuras, la forma de exposición y el sitio de Internet.
Este proyecto ha sido mostrado en diferentes galerías de arte en Canadá y Europa. Ha ganado la atención de la comunicación masiva. GenPets se está dando a conocer por el mundo  es ingeniería genética real.
Las criaturas son muñecos automatizados hechos de látex y plástico, con un circuito electrónico que simula una respiración lenta. De aspecto parecen pequeños humanoides sin pelo, y fueron diseñados para ser presentados como criaturas vivas, pero hibernando, genéticamente creadas para ser compradas como mascotas. El elaborado empaque indicaba al comprador una gama de colores a elegir, para diferentes personalidades y niveles de actividad, teniendo capacidad vocal limitada. 
La idea de esta exhibición es fomentar la discusión abierta sobre posibles beneficios o perjuicios de la bioingeniería además de la reacción que esto genera en diferentes personas. 
Parte del trabajo de la exposición es el complemento mismo de la página Web cuyo diseño y apariencia hacen muy creíble que los Genpets son realmente producto de bioingeniería en el mercado. Esto además marca la importancia del Internet que, en conjunto con la exposición, trae credibilidad a la idea que se quiere proyectar. Incluso muchas personas que no han visto la exhibición, más que por fotos,  es real (aunque algunas personas les basta un correo y unas fotos para asumir que es verdad).
este trabajo está enmarcado en la estrategia de la simulación
En 2006, Genpets fueron expuestas en el weblog del "Museum of Hoaxes" en San Diego, California. También fue transmitido en la BBC News Worldwide en el programa llamado Clic, también en el periódico Times (UK), el New York Times y G4TechTV.

## Periódicos que lo publicaron como un caso real
- El 14 de diciembre de 2008, El diario Hondureño La Tribuna (enlace roto disponible en Internet Archive; véase el historial, la primera versión y la última). publicó en una página entera el artículo de los Genpets pensando que en realidad se trataba de mascotas genéticamente modificadas.
- El 15 de diciembre de 2008, el diario mexicano El Siglo de Torreón  Archivado el 10 de abril de 2021 en Wayback Machine. hizo lo propio. Los lectores que comentaron la noticia en el sitio, calificaron a la redacción como poco seria por no verificar la veracidad de las notas(La nota ha sido retirada de su página de internet).
- El periódico de tendencia amarillista, "La Teja" de Costa Rica.
- En abril de 2009, la revista "Super Mascotas" distribuida en Venezuela por Fauna Aragua C.A. en su edición abril-mayo.
- Telenoticias de Costa Rica, como se puede ver en este video.

## Comunidades, diarios electrónicos que publicaron la página como un caso real
- El 3 de febrero de 2009, Francisco J. Gastón G.R. publicó en el portal www.yoinfluyo.com de México esta nota como real, y no solo eso, sino que dijo textualmente: "Sus hijos juegan con la mascota y la gente de BioGenica juega a ser Dios y a tocar las cadenas de ADN para tener un producto vendible y atractivo".
- También fue el caso de un programa de noticias de la Argentina, llamado "Telefé Noticias", quienes dedicaron toda un bloque (25 minutos aproximadamente) a la "veracidad" de los "GEN-PETS".
- Canal 26, un canal de noticias de cable en Argentina.En enero de 2010 también presentó (Alejandro Rial) esta exposición artística como real.
- El diario digital Insurgente  dedicó un artículo llamado "Si creían haberlo visto todo" a los Gen Pets como medio para criticar, una vez más, al capitalismo.
- En Costa Rica; la cadena de televisión llamada Teletica; en su noticiero Telenoticias, presentó esta noticia como un hecho real, y a pesar de que después se demostró que eran falsos, nunca aclararon que esto no era cierto.